# Histórias originais do Zé Carioca desenhadas por Jorge Kato
Jorge Kato produziu, para a Editora Abril um total de 43 histórias em quadrinhos Disney originais tendo o Zé Carioca como personagem principal. Abaixo, a relação dessas histórias:
| Nº | Título                               | Publicação brasileira | Data                    | Observações                             |
| -- | ------------------------------------ | --------------------- | ----------------------- | --------------------------------------- |
| 01 | A Volta do Zé Carioca                | PD 434                | 01 de março de 1960     |                                         |
| 02 | Você já Foi a Brasília?              | PD 435                | 08 de março de 1960     |                                         |
| 03 | Um Papagaio das Arábias              | PD 440                | 12 de abril de 1960     |                                         |
| 04 | Zé Carioca Contra o Goleiro Gastão   | ZC 479                | 10 de janeiro de 1961   |                                         |
| 05 | Odisséia em Disneylândia             | ZC 481                | 24 de janeiro de 1961   |                                         |
| 06 | O Mapa da Mina                       | ZC 483                | 07 de fevereiro de 1961 |                                         |
| 07 | O Tesouro do Capitão Gancho          | ZC 485                | 21 de fevereiro de 1961 |                                         |
| 08 | O Estranho Caso do Jardim Zoológico  | ZC 487                | 07 de março de 1961     |                                         |
| 09 | Papagaios de Opinião                 | ZC 489                | 21 de março de 1961     |                                         |
| 10 | O Dinheiro, a Sorte e o Talento      | ZC 491                | 04 de abril de 1961     |                                         |
| 11 | O Tesouro de Lampião                 | ZC 493                | 18 de abril de 1961     |                                         |
| 12 | Confusões de um Centenário           | ZC 495                | 02 de maio de 1961      |                                         |
| 13 | Oh! Que Sobrinhos Interessantes! ... | ZC 497                | 16 de maio de 1961      |                                         |
| 14 | O Super-Super                        | ZC 499                | 30 de maio de 1961      |                                         |
| 15 | Papagaio no Espaço                   | ZC 501                | 13 de junho de 1961     |                                         |
| 16 | O Mistério do Papagaio sem Fala      | ZC 503                | 27 de junho de 1961     |                                         |
| 17 | Remédio Contra Preguiça              | ZC 505                | 11 de julho de 1961     |                                         |
| 18 | Maravilhas da Natureza               | ZC 507                | 25 de julho de 1961     |                                         |
| 19 | Sardinhas de Água Doce               | ZC 509                | 08 de agosto de 1961    |                                         |
| 20 | Astronautas por Engano               | ZC 511                | 22 de agosto de 1961    |                                         |
| 21 | Dentista a Muque                     | ZC 513                | 05 de setembro de 1961  |                                         |
| 22 | Parque de Diversões ... e Irritações | ZC 515                | 19 de setembro de 1961  |                                         |
| 23 | O Dia dos Larápios                   | ZC 517                | 03 de outubro de 1961   | Em parceria com Waldyr Igayara de Souza |
| 24 | Milionário por um Dia                | ZC 519                | 17 de outubro de 1961   |                                         |
| 25 | Miss... Tificação a Muque            | ZC 521                | 31 de outubro de 1961   | Em parceria com Waldyr Igayara de Souza |
| 26 | O Pandeiro Mágico                    | ZC 523                | 14 de novembro de 1961  | Em parceria com Waldyr Igayara de Souza |
| 27 | Uma Pequena Experiência              | ZC 525                | 28 de novembro de 1961  |                                         |
| 28 | Campeão a Trouxe-Mouxe               | ZC 527                | 12 de dezembro de 1961  | Em parceria com Waldyr Igayara de Souza |
| 29 | Pó, Penas e Papagaios                | ZC 529                | 26 de dezembro de 1961  |                                         |
| 30 | No Reino das Moedas                  | ZC 531                | 09 de janeiro de 1962   | Em parceria com Waldyr Igayara de Souza |
| 31 | O Sindicato das Bruxas               | ZC 533                | 23 de janeiro de 1962   |                                         |
| 32 | Mil e uma Noites                     | ZC 535                | 06 de fevereiro de 1962 | Em parceria com Waldyr Igayara de Souza |
| 33 | O Dia em que Choveu Dinheiro         | ZC 537                | 20 de fevereiro de 1962 | Em parceria com Waldyr Igayara de Souza |
| 34 | Zé Carioca                           | ZC 745                | 15 de fevereiro de 1966 |                                         |
| 35 | O Sonho do Dorminhoco                | ZC 757                | 10 de maio de 1966      | one page                                |
| 36 | Ninando ...                          | ZC 765                | 05 de julho de 1966     | one page                                |
| 37 | Galo... Fobia (1)                    | ZC 957                | 10 de março de 1970     | one page                                |
| 38 | Galo... Fobia (2)                    | ZC 957                | 10 de março de 1970     | one page                                |
| 39 | Mundo Pequeno                        | ZC 959                | 24 de março de 1970     | one page                                |
| 40 | E Viva o Carnaval                    | ZC 1005               | 12 de fevereiro de 1971 | one page                                |
| 41 | O Dia do Professor                   | ZC 1039               | 08 de outubro de 1971   | one page                                |
| 42 | O Goleiro                            | ZC 1181               | 28 de junho de 1974     | one page                                |
| 43 | Ver para Crer                        | MK 267                | janeiro de 1977         | one page                                |

- PD = Pato Donald
- MK = Mickey
- ZC = Zé Carioca